# Emporio Armani

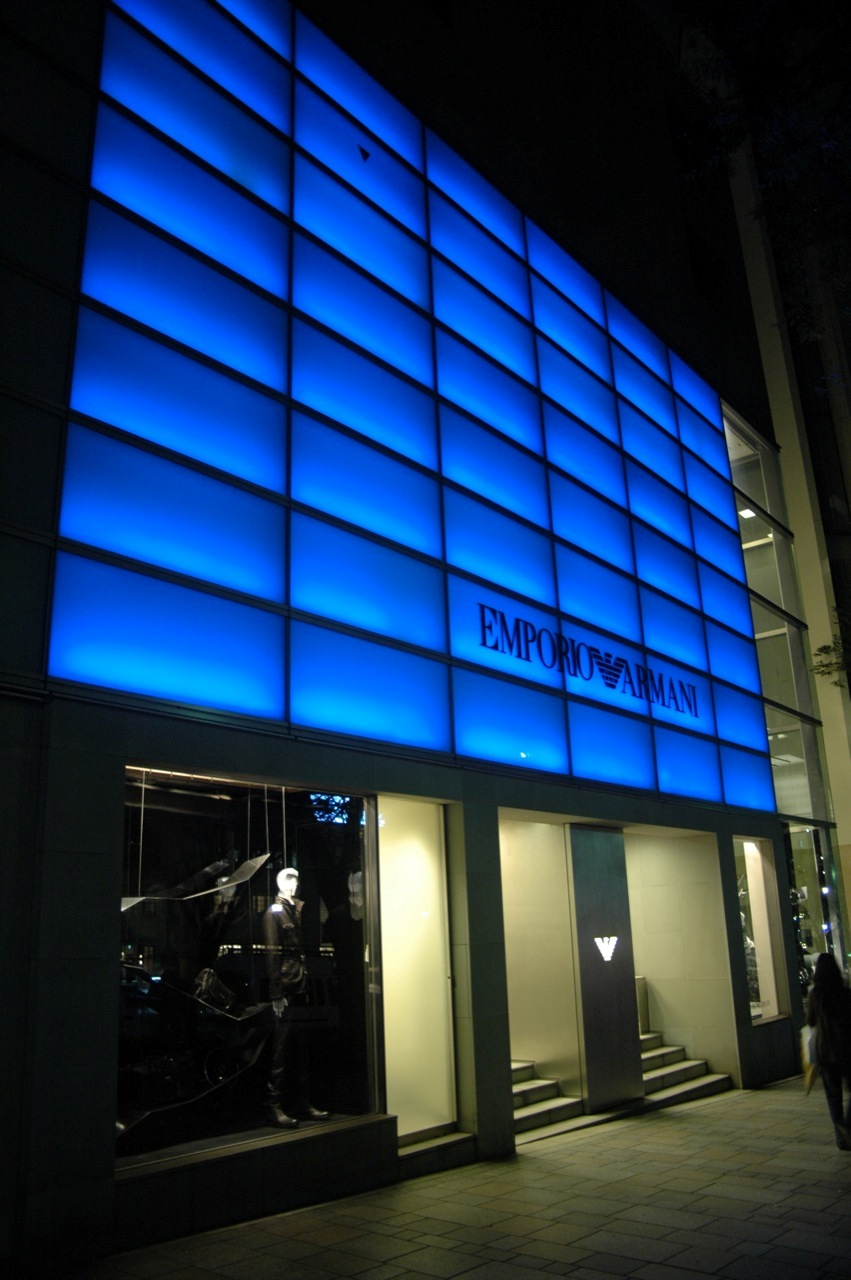
Sklep Emporio Armani, Tokio

Emporio Armani – młodzieżowa linia Armaniego, przeznaczona głównie dla młodszych dorosłych. Jest jedną z droższych linii wypuszczanych przez dom mody Armani i może być zakupiona w 13 amerykańskich butikach oraz w 140 innych sklepach na świecie, co czyni tę linię największą dystrybucją Armaniego. Produkty włączone w tę markę to: ubrania "ready-to-wear" męskie i damskie, okulary przeciwsłoneczne, perfumy oraz akcesoria i zegarki.